# Duca di Fitz-James

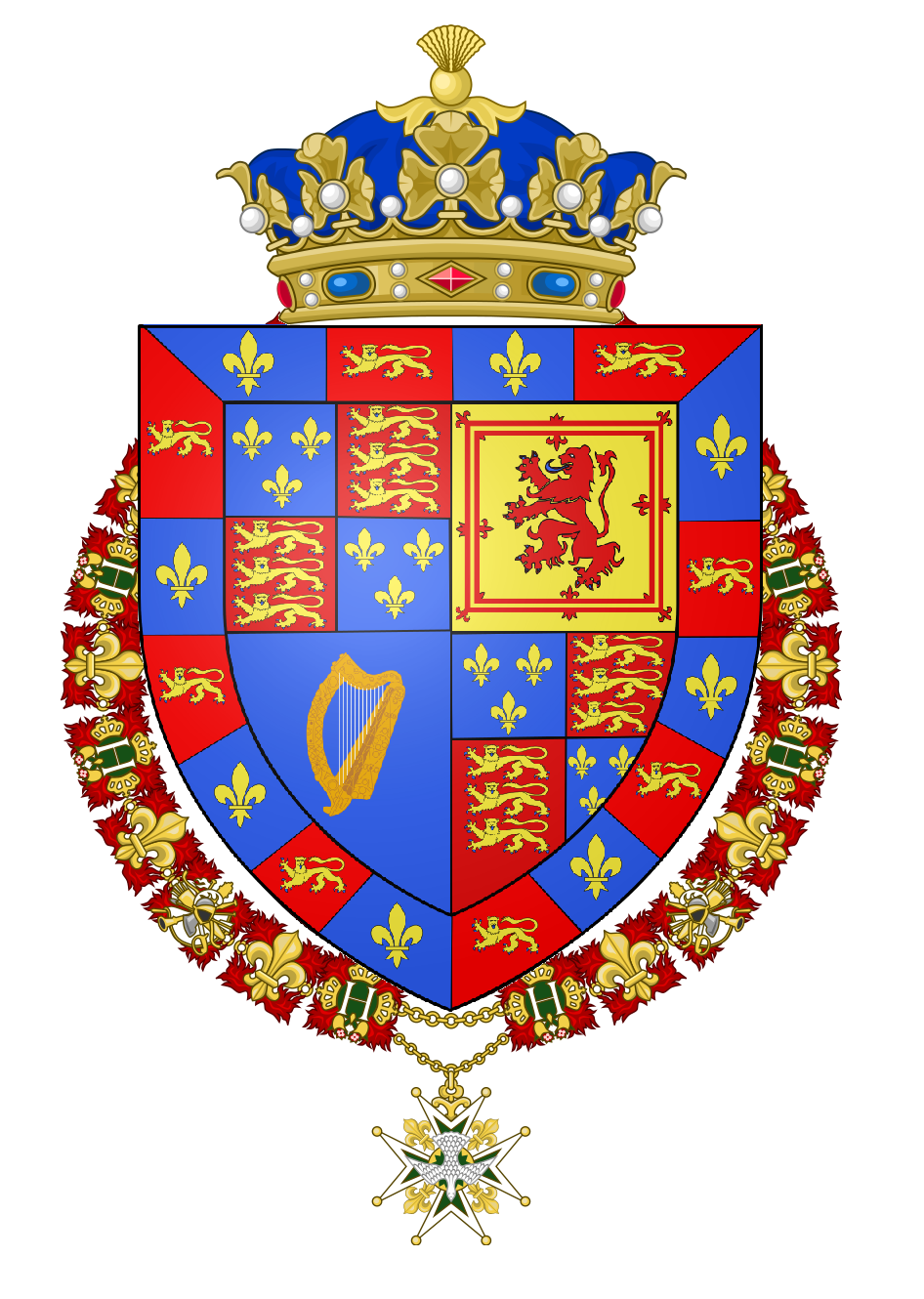
Stemma dei duchi di Fitz-James

Il duca di Fitz-James (francese: duc de Fitz-James, pronunciato Fitz-Jamme) era un titolo della paria di Francia. Fu creato da re Luigi XIV di Francia nel 1710 per James FitzJames, I duca di Berwick, un figlio illegittimo di Giacomo II d'Inghilterra.
Giacomo II d'Inghilterra aveva insignito il figlio, avuto dalla sua amante Arabella Churchill, del titolo di duca di Berwick tra la nobiltà inglese. Dopo la gloriosa rivoluzione del 1688, che detronizzò Giacomo II, Berwick si mise al servizio di Luigi XIV che lo nominò maresciallo di Francia nel 1703 .
Il suo servizio nella guerra di successione spagnola, dove si distinse come uno dei migliori generali al servizio della Francia, gli valsero lo spagnolo ducato di Liria y Jérica (1707) e il ducato francese di Fitz-James (23 marzo 1710).
Quest'ultimo aveva come caratteristica per essere destinato non al figlio maggiore del maresciallo, che gli successe nei ducati di Berwick e di Liria y Jérica, ma il suo secondo figlio maschio Henry James de Fitz-James. Il titolo si estinse nel 1967 alla morte di Jacques de Fitz-James, X duca di Fitz-James (1886–1967).

## Duchi di Fitz-James, 1710—1967
| Dal  | al   | Duca di Fitz-James                                        | Rapporto con il predecessore                    |
| ---- | ---- | --------------------------------------------------------- | ----------------------------------------------- |
| 1710 | 1718 | James FitzJames, I duca di Berwick (1670-1734)            | Primo duca                                      |
| 1718 | 1721 | Henry James Fitz-James, II duca di Fitz-James (1700-1721) | Figlio del duca di Berwick                      |
| 1721 | 1764 | François de Fitz-James (1709-1764)                        | Fratello di Henry James                         |
| 1764 | 1787 | Charles de Fitz-James (1712-1787)                         | Fratello di Henry James Fitz-James e François   |
| 1787 | 1805 | Jacques-Charles de Fitz-James (1743-1805)                 | Figlio di Charles de Fitz-James                 |
| 1805 | 1838 | Édouard de Fitz-James (1776-1838)                         | Figlio di Jacques Charles de Fitz-James         |
| 1838 | 1846 | Jacques Marie Emmanuel de Fitz-James (1803-1846)          | Figlio di Édouard de Fitz-James                 |
| 1846 | 1906 | Édouard Antoine Sidoine de Fitz-James (1828-1906)         | Figlio di Jacques Marie Emmanuel de Fitz-James  |
| 1906 | 1944 | Jacques Gustave Sidoine de Fitz-James (1852-1944)         | Figlio di Édouard Antoine Sidoine de Fitz-James |
| 1944 | 1967 | Jacques de Fitzjames (1886-1967)                          | Cugino di Jacques Gustave Sidoine de Fitz-James |